# Mellerup Fri- og Efterskole
Mellerup Fri- og Efterskole er en organisation med en friskole og en efterskole i Mellerup. Den blev oprindeligt grundlagt i 1880 som Mellerup Højskole, efter en Grundtvig-koldsk tradition, mens Frk. Lunds friskole flyttede til Mellerup i 1881.
Friskolen er en grundskole med 0. til 8. klasse, der havde et elevtal på 109 i skoleåret 2019/2020.
Efterskolen er en musik- og bevægelsesefterskole i udkanten af Mellerup 12 km fra Randers. Den blev grundlagt i 1948 som Mellerup Ungdomsskole. Det første elevhold bestod af fem piger og fire drenge.
Søren Balsner og Lau Højen fra Carpark North mødte hinanden og begyndte at spille sammen i bandet Weed på Mellerup Efterskole i 1997.